# Smerinthus szechuanus
Espèce
Smerinthus szechuanus, est une espèce de lépidoptères de la famille des Sphingidae, sous-famille des Smerinthinae, de la tribu des Smerinthini et du genre Smerinthus.

## Répartition
L'espèce est connue dans les provinces du Hubei, Sichuan, Yunnan and Hunan en Chine.

## Systématique
- L'espèce Smerinthus szechuanus a été décrite par l'entomologiste américain Benjamin Preston Clark en 1938, sous le nom initial de Anambulyx szechuanus[1].
- La localité type est le Mont Emei, Szechuan, Chine.

### Synonymie
- Anambulyx szechuanus Clark, 1938 protonyme
- Smerinthus litulinea Zhu & Wang, 1997[2]